# Сендуліца
Сендуліца (рум. Săndulița) — село у повіті Келераш в Румунії. Входить до складу комуни Серулешть.
Село розташоване на відстані 42 км на схід від Бухареста, 60 км на північний захід від Келераші.

## Населення
За даними перепису населення 2002 року у селі проживали 588 осіб. Усі жителі села рідною мовою назвали румунську.
Національний склад населення села:
| Національність | Кількість осіб | Відсоток |
| -------------- | -------------- | -------- |
| румуни         | 568            | 96,6%    |
| цигани         | 20             | 3,4%     |